# Vicia costata
Vicia costata är en ärtväxtart som beskrevs av Carl Friedrich von Ledebour. Vicia costata ingår i släktet vickrar, och familjen ärtväxter. Inga underarter finns listade i Catalogue of Life.